# International Conference on Environmental Systems
La International Conference on Environmental Systems, ou ICES (connue avant 1990 comme la Intersociety  Conference on Environmental Systems) est une conférence annuelle portant sur les technologies spatiales et sur les vols habités. Les thèmes comprennent : support de vie (ECLSS - Environmental Control and Life Support System), contrôle thermique (TCS – Thermal Control System), sciences de la vie, systems de sortie extravéhiculaire (EVA – Extra Vechicular Activity), architecture spatiale et planification de missions d'exploration spatiale.
La conférence est ouverte aux participants de toutes les nations, organismes universitaires, gouvernementaux ou industriels.